# 봉의 에이스

라이더-웨이트 타로 덱에서 봉의 에이스

봉의 에이스(Ace of Wands)는 소 아르카나의 타로 카드이며, 아르카나는 라틴어로 신비이다. 소 아르카나의 카드는 대 아르카나와 비교해 볼 때 덜 중요하다고 생각된다. 현대 타로 독자들은 봉의 에이스를 낙관주의와 발명의 상징으로 해석한다.

## 개요
타로의 그림 상징주의는 시대, 장소 및 문화 전반에 걸쳐 집단적 인간 경험을 구성하는 지적, 도덕적, 영적 교훈을 구현한다. 타로는 Martin Buber의 형이상학에서 유명한 'I-Thou' 관계와 비슷한 '자아'와 '타아' 사이의 연결을 많이 추구한다.
덱의 에이스 카드는 트럼프 카드로 간주된다. 독서에 있는 이 카드는 모든 면에서 성공을 의미한다. 성공은 운에 의해 뒷받침된다. 열심히 일하고 행운으로 뒷받침된 이 성공의 조합은 타로 덱에 있는 에이스 카드의 기초를 형성한다.
봉의 요소는 불이다. 핵심 단어는 열정, 새 모험, 성공, 행운이다. 그러므로 봉은 열정적이고 감동적이며 영적으로 마음이 있다. 봉은 양과 사자, 궁수자리에 해당한다. 현대의 하트, 클럽, 다이아몬드 및 스페이드와 관련된 네 개의 슈트는 검과 잔, 동전, 봉이다.
에이스-에이스 쌍은 새로운 정신이 당신의 삶에 들어가고 있음을 보여 준다. 봉의 에이스의 에너지는 창조성, 흥분, 모험, 용기, 개인적 힘에 의존한다.

## 역사
소 아르카나는 슈트 카드로 구성된다. 파푸스라는 이름으로 쓴 19세기 후반과 20세기의 유수한 프랑스 신비주의 신자는 점을 위해 아르카나만을 사용하는 것에 대해 그의 동료 중 일부를 책망하고 전체 팩이 필수적이라고 주장했다. 그리고 파푸스가 책망한 사람들의 모든 오컬트 이론은 그 문제의 진실한 사실을 가지고 그가 그들보다 더 잘 일치했다. 슈트 카드는 타로 팩에 특별한 방법이 아니다. 그것의 발명가는 다른 것들이 그의 발명품이 아니라 유럽의 것들이 유래된 이슬람 카드의 오히려 충실한 사본이기 때문에 대부분의 트럼프 카드에 첨예한 의미를 부여할 수 있다.

## 봉의 에이스 사전
아리엔-횃불. 개인이 1년 동안 그려야 하는 깊은 자기 영적 욕망과 자기 발견과 자기 실현을 위한 기회.
코위-새 발상. 새로운 생각을 가지고 있다.
크롤리-불의 힘의 뿌리. 창립 초기 불의 요소의 본질. 물질의 원시 에너지가 너무 일찍부터 아직 분명히 의지로 공식화되지는 않았다.
에이킨스-힘. 변환 고 에너지. 새로운 시작의 위대한 에너지. 새로 발견된 힘의 근원. 흥분. 기분 전환.
페어필드-새로운 정체성. 새롭고 공적인 정체성을 위해 씨앗 심기. 자신의 새로운 이름을 창조하거나 인생에서 새로운 역할을 시작하는 것.
그리어-탁월한 의식. 의식 고양. 자기 성장 욕망. 신안. 에너지의 파열. 첫 번째 충동과 열정이 시작된다.
노블-불-정신, 직감, 에너지의 시작. 영의 재탄생. 열정이 자극되고 창의력이 보장된다. 당신의 목표가 무엇이든 간에 확장된 활동과 의지.
폴락-힘, 힘, 위대한 성적 에너지, 그리고 삶의 사랑에 대한 선물. 혼돈과 사물이 떨어져 나간다.
샤만버크-불의 요소에 대한 긍정적인 새로운 시작과 발상. 창의력, 에너지 및 주도권. 새로운 사업 모험, 새로운 사업, 새로운 기반, 창조력을 상징할 수 있다. 잠재력과 진보와 발전에 대한 포부가 충분하다.
스튜어트-불/빛. 어떤 의미에서는 불타는 불꽃, 더 높은 옥타브 보편적인 빛에서, 존재의 에너지. 균형 잡기, 확정된 힘, 힘이 증가하는 에너지. 하모니의 빛과 용의 힘의 균형.
웨이트-창조, 발명, 기업, 이들을 초래하는 힘; 원리, 시작, 근원; 출생, 가족, 출신, 그리고 그들 뒤에 있는 정력의 의미에서, 기업의 출발점; 돈, 행운, 상속.
워커-힘. 힘과 열정, 정력, 열망, 경연, 깨달음과 소비의 의미를 지닌 불의 남성적 요소.
완리스-빛. 순결, 선명도 및 정직. 깨달음의 상태. 이해. 용기를 바꾸고 확장하라. 당신에게 에너지와 활력을 주는 것을 아는 것.
라일리-힘을 부름. 보이지 않는 자기 조직화. 내면에서 일어나는 성령. 욕망, 열정, 정력, 창의력의 그림. 내가 원하는 어떤 형태를 나타낸다.

## 카드 설명/신화 형상
봉의 에이스의 다른 판과 그 의미에 대한 다른 해석이 있다.
하나는 꽃봉우리를 들고있는 구름에서 손이 나온다는 것이다. 멀리에서 산 꼭대기 위에 성이 있다.
또 다른 하나는 봉의 에이스 카드에서 발견된 이미지가 모세가 바위에서 물을 치는 데 사용한 막대기나 헤라클레스의 봉이라고 말한다.

## 봉의 에이스와 삶의 관련
일: 에이스가 나타났을 때 새로운 위치를 찾고 있다면, 새롭고 긍정적인 것이 곧 당신의 길을 향할 것임을 알아라. 과감하게 회사/직업 분야에서 당신이 원하거나 필요로 하는 것을 요구하라. 당신은 가능한 꿈보다 더 성공적일 것이다.
사랑: 당신이 독신이라면, 이는 당신의 길을 향한 새로운 사랑의 관계의 시작임을 나타낼 수 있다. 자신에게 맞는 방법으로 사랑을 나눈다. 당신이 이미 저지른 경우, 에이스는 관계가 '새로운 시작'을 겪고 있음을 알려주고 서로를 이해하는 새로운 차원으로 올라갈 것이다. 의사 표현을 하라.
재정: 이 카드의 외관은 일반적으로 운세와 부의 관점에서 더 나은 방향으로 나아가는 표시이며 때로는 예기치 않은 출처에서 상속이나 돈을 선물 받을 수도 있다 (그러나 확실히 당신이 이 상속을 받기 위해 누군가를 빠뜨려야 함을 의미하지는 않는다)이 선물은 반드시 돈일 필요는 없다. 선물을 주는 사람과 받는 사람 모두에게 가치 있는 선물은 에이스에 의해 표시될 수 있다.
건강: 건강과 활력의 새로운 긍정적인 수준에 곧 도달할 것이다. 이것은 새로운 건강 체제를 시작하기에 좋은 시기다. 당신이 있는 곳에서부터 시작하라. 이것이 2분 동안 운동을 하거나 일주일에 한 끼에 야채를 먹는 것을 의미한다면, 그것은 당신이 해야 할 일이다. 그렇게 하는 것에 대한 결과는 엄청날 것이다. 지체하지 마라.
영성: 생각하는 것보다 당신의 마음과 몸이 더 밀접하게 연결되어 있다는 것을 기억하라. 하나는 다른 하나에 반드시 영향을 미친다. 이 카드는 당신의 삶에 새로운 영적인 영향을 줄 수 있음을 나타낸다. 당신의 영적 역할 모형을 생각해 보라. 가지고 있지 않다면 철학을 읽으라.
정위치: 불 같은 창조성, 봉의 에이스는 에너지와 야심을 말한다. 이 타로 카드의 의미를 볼 때 그것은 행동이 단어보다 더 중요한 시기임을 상기시켜 준다.
발상이 충분하지 않다. 생각에서 현실로 뭔가를 가져가는 것은 노력과 인내가 필요하다.
이 타로 카드로 야망과 낙천주의가 섞여 있으면 어떤 꿈이라도 이루어질 수 있다.
역위치: 현재로서는 변화와 발전에 대한 열망이 있지만 상황은 진전을 지연시키고 있다. 당신이 참을성이 없는 사람이라면, 이는 타로 카드 의미 중 하나이다.
봉의 에이스가 뒤집어지면 장애물과 지체가 창조적이고 직관적인 문제에 조급함을 초래할 수 있다.
성적 및 정서적 관계는 또한 오해와 부작용의 대상이 될 수 있다. 이는 일시적인 영향일 뿐 아니라 발생하는 상황에 대한 당신의 역할을 참을성 있게 검사함을 기억하는 것이 중요하다.
당신의 좌절감을 제쳐두고 영구적인 변화를 하려는 의도로 이야기를 시작하라.

## 봉의 에이스 타로 카드 의미로의 주요 상징
구름: 구름의 상징 의미는 모호함, 신비 및 숨겨진 것을 다룬다. 이 카드의 대부분의 판화는 구름에서 갑자기 튀어 나온 불타는 횃불을 들고 손을 묘사한다. 이는 우리의 생각이나 에너지가 우리 정신의 숨겨진 장소에서 나날이 밝혀짐을 상징한다. 구름은 종종 우리를 지주 양식으로 유지할 수 있는 숨겨진 의제를 다룬다. 그것들은 또한 우리를 우리의 가장 밝은 자아로부터 구속하는 근본적인 신념을 나타낼 수도 있다.
강: 강 상징의 의미는 우리의 삶뿐만 아니라 우리의 생각과 행동의 흐름, 방향 및 흐름을 다룬다. 봉의 에이스 타로 카드의 강물이 우리 심령의 시각으로 흐르면 우리가 우리 삶에서 취하는 방향을 고려해야 한다는 메시지이다. 특히, 봉의 에이스가 열정과 에너지를 다루기 때문에, 우리는 우리의 행동이 우리를 어디로 데려가는지 고려하고 싶어할 것이다. 시간을 내어 목표를 재평가하고 자신이 원하는 삶의 방향으로 나아갈 것이라고 확신하라.
산: 산의 상징 의미는 도전, 획득, 성취 및 열망을 다룬다. 산은 우리가 그들을 등반할 때 각 단계가 우리를 가장 높은 지점에 더 가까이 가게 한다는 점에서 우리를 상징하는 우화이다. 이 최고점인 산 꼭대기는 영적 목표, 육체적 목표 또는 도달하고자 하는 모든 것일 수 있다. 산은 굽히지 않고 융통성이 없다. 이는 우리가 도전에 대처하는 방법을 바꿀 수 있음을 상기시켜 준다 (산이 확실히 우리를 위해 변하지 않기 때문에). 그렇다면 우리는 산의 도전에 우리가 얻는 교훈을 받아 들일 수 있다. 또한 우리가 원하는 결과보다 더 많이 갈망할 때 정점이 항상 있을 것이라고 확신할 수 있다.

## 기타
어떤 경우에는 타로를 예술로 만들 수도 있다. 2011년 4월 18일부터 24일까지 있었던 런던의 Spill Festival에는 몇 명의 예술가가 타로 카드를 다시 상상해 볼 것을 의뢰한 부금이 포함되어 있다. 그것은 결국 카드의 전체 덱의 대형 포맷 사진 디스플레이가 되어 방문자가 자신의 운명을 읽을 수있게 되었다.
케이트 모스의 《세펄쳐 (Sepulcher)》 책에서 그녀는 1891년 랑그독으로 돌아 왔으며, 이곳에는 Visigoth 무덤, 악마 및 타로 팩의 전설이 있어 방문객을 신비한 과거로 이끌었다.
카드가 뒤집혀 그려지는 경우 가을, 퇴폐, 파멸, 쇠망, 흐려진 기쁨을 뜻할 수 있다.

## 주요 의미
봉의 에이스의 주요 의미:
- 출생
- 개시
- 창의력
- 독창성
- 새 시작

## 참고 도서
- Banzhaf, Hajo. The Tarot Handbook. Stamford, CT: U.S. Games Systems, 1993. Print.
- Decker, Ronald, Thierry Depaulis, and Michael A. E. Dummett. A Wicked Pack of Cards: the Origins of the Occult Tarot. New York: St. Martin's, 1996. Print.
- Gray, Eden. The Tarot Revealed: a Modern Guide to Reading the Tarot Cards. New York: Bell Pub., 1960. Print.
- Huson, Paul, (2004) Mystical Origins of the Tarot: From Ancient Roots to Modern Usage, Vermont: Destiny Books, ISBN 0-89281-190-0 Mystical Origins of the Tarot
- Ivtzan, Itai. "Tarot Cards: A Literature Review and Evaluation of Psychic versus Psychological Explanations." Journal of Parapsychology (2007): 139-40. Print.
- Mundow, Anna. "Anna Mundow Reviews 'The Winter Ghosts' by 'Labyrinth' Author Kate Mosse." Washington Post: 0-1. Print
- Shepard, Leslie. Encyclopedia of Occultism and Parapsychology: a Compendium of Information on the Occult Sciences, Magic, Demonology, ... with Biographical and Bibliographical Notes and Comprehensive Indexes. Detroit, MI: Gale, 1991. Print.
- Semetsky, Inna. "Transforming Ourselves/transforming Curriculum: Spiritual Education and Tarot Symbolism." International Journal of Children's Spirituality 14.2 (2009): 105-20. Print.
- Riley, Jana. Tarot Dictionary and Compendium. York Beach, Me.: Samuel Weiser, 1995. Print.